# مادیهه غربی
مادیهه غربی (به لاتین: Madihe West) یک منطقهٔ مسکونی در سری‌لانکا است که در استان جنوبی (سری‌لانکا) واقع شده‌است.